# Taucherhof
Taucherhof ist ein Ortsteil von Vohenstrauß im Landkreis Neustadt an der Waldnaab in der Oberpfalz.

## Geographische Lage
Taucherhof liegt ungefähr drei Kilometer östlich von Vohenstrauß. Etwa 200 Meter nördlich von Taucherhof verläuft die Bundesautobahn 6. Rund 200 Meter östlich von Taucherhof befindet sich der Michlbach.

## Geschichte
1964 war Taucherhof Gemeindeteil der Gemeinde Vohenstrauß.
1990 lebten in Taucherhof drei Katholiken. Taucherhof gehörte zur Pfarrei Vohenstrauß, wo zu dieser Zeit 5107 Katholiken und 1076 Nichtkatholiken lebten.
Bei der Volkszählung 2011 wurden in Taucherhof keine Einwohner gezählt.